# Silvesterberg
Silvesterberg är ett berg i Antarktis. Det ligger i Östantarktis. Nya Zeeland gör anspråk på området. Toppen på Silvesterberg är 669 meter över havet.
Terrängen runt Silvesterberg är kuperad åt nordost, men åt sydväst är den platt. Trakten är obefolkad. Det finns inga samhällen i närheten.